# Dropbear
Dropbear è un software scritto da Matt Johnston che implementa un server e un client compatibili con Secure Shell. È pensato quale alternativa a OpenSSH negli ambienti con risorse di memoria e di processore limitati, quali ad esempio i sistemi embedded. È un componente fondamentale di OpenWrt e di altre distribuzioni destinata all'utilizzo su router e altri dispositivi.
Dropbear è stato pubblicato per la prima volta nell'aprile 2003.

## Tecnologia
Dropbear implementa la versione 2 del protocollo Secure Shell (SSH).
Gli algoritmi crittografici vengono implementati utilizzando librerie crittografiche di terze parti come LibTomCrypt che viene incluso all'interno di Dropbear. Alcuni componenti per la gestione dei pseudo terminali derivano direttamente da OpenSSH.

## Caratteristiche
Dropbear implementa la versione 2 del protocollo SSH sia lato client che lato server. Il supporto alla versione 1 di SSH non viene implementato sia per risparmiare spazio e risorse che per evitare vulnerabilità di sicurezza intrinseche in tale versione. Viene implementato anche SCP. Il supporto SFTP si basa su un file binario che può essere fornito da OpenSSH o programmi simili. FISH funziona ed è supportato da Konqueror.
A partire dalla versione 2013.61test, Dropbear, supporta la crittografia ellittica per lo scambio delle chiavi.